# セルウィン・デービズ
セルウィン・デービズ（Selvyn Davids、1994年3月26日 - ）は、南アフリカ共和国のラグビー選手。

## プロフィール
- 南アフリカジェフリーズ・ベイ出身[1]。
- ポジションはウィング(WTB)、センター(CTB)。
- 身長 169cm、体重 70kg

## 略歴
2021年、東京五輪の7人制南アフリカ代表に選ばれた。
2024年、2024パリ五輪の7人制南アフリカ共和国代表に選ばれて銅メダル獲得。